# زکریا حدراف
زکریا حدراف (انگلیسی: Zakaria Hadraf؛ زادهٔ ۱۸ ژوئن ۱۹۹۰) بازیکن فوتبال اهل مراکش است.
از باشگاه‌هایی که در آن بازی کرده‌است می‌توان به باشگاه فوتبال الرجا اشاره کرد.
وی همچنین در تیم ملی فوتبال مراکش بازی کرده‌است.